# Тім Свіні (розробник відеоігор)
Тім Свіні (англ. Tim Sweeney) — американський програміст відеоігор і бізнесмен, відомий як засновник і генеральний директор Epic Games, а також як творець Unreal Engine, одного з найбільш використовуваних рушіїв для розробки ігор.

## Раннє життя
Тім Свіні виріс у Потомаку, штат Меріленд, і був молодшим із трьох братів. У молодому віці він зацікавився майструванням механічних та електричних пристроїв і заявив, що розібрав газонокосарку ще в п’ять-шість років, а пізніше побудував власний картинг.
У віці 11 років Свіні відвідав новий стартап свого старшого брата в Каліфорнії, де він мав доступ до ранніх персональних комп’ютерів IBM. Свіні провів там тиждень, виявляючи інтерес до програмування і вивчаючи мову BASIC. Хоча раніше він мав Commodore 64, Суїні був набагато більше захоплений тим, наскільки простим у використанні був IBM PC. Коли його родина отримала Apple II, Свіні почав серйозно вчитися програмувати на ньому, намагаючись створити Adventure 2 у дусі гри на Atari 2600. Тім Свіні підрахував, що у віці від 11 до 15 років він провів понад 10 000 годин, навчаючись програмуванню. Він також навчився у своїх братів концепціям підприємництва. Будучи підлітком, він заробив чимало грошей, пропонуючи косити газони заможних мешканців району за половину ціни професійних послуг.

## Заснування Epic Games
Починаючи з 1989 року, Свіні навчався в Університеті Меріленду, де вивчав машинобудування, хоча все ще захоплювався комп’ютерами. Суїні заснував консалтинговий бізнес Potomac Computer Systems в домі своїх батьків, щоб пропонувати допомогу з комп’ютерами, але цей бізнес так і не розгорнувся, і він залишив компанію. Приблизно в цей час його батько, який працював у оборонному агентстві картографування, подарував йому персональний комп’ютер IBM/AT. Пізніше у Свіні виникла ідея створювати ігри, які можна було б продавати, програмуючи їх вночі або на вихідних поза роботою в коледжі. Це спочатку вимагало від нього створити текстовий редактор на основі мови Pascal, щоб мати можливість програмувати гру, що призвело до ідеї створити гру з самого текстового редактора. Це стало основою ZZT. Він дозволив друзям з коледжу та сусідам, пограти в цю гру та залишити відгук. Та він знав, що він може продати це іншим користувачам комп’ютерів. Щоб розповсюдити гру, Свіні звернув увагу на модель умовно-безкоштовного програмного забезпечення та написав Скотту Міллеру з Apogee Software, Ltd., провідного виробника умовно-безкоштовних програм на той час, за ідеями щодо поширення ZZT. Він активізував свою компанію Potomac Computer Systems для продажу ZZT, виконуючи замовлення поштою за допомогою свого батька. ZZT продавався досить добре, по кілька копій щодня, кожна копія коштувала близько US$100 на день, тому Свіні вирішив зробити розробку ігор своєю кар’єрою. Визнавши, що йому потрібна краща назва для компанії, яка займається розробкою відеоігор, він перейменував Potomac Computer Systems на Epic MegaGames. 

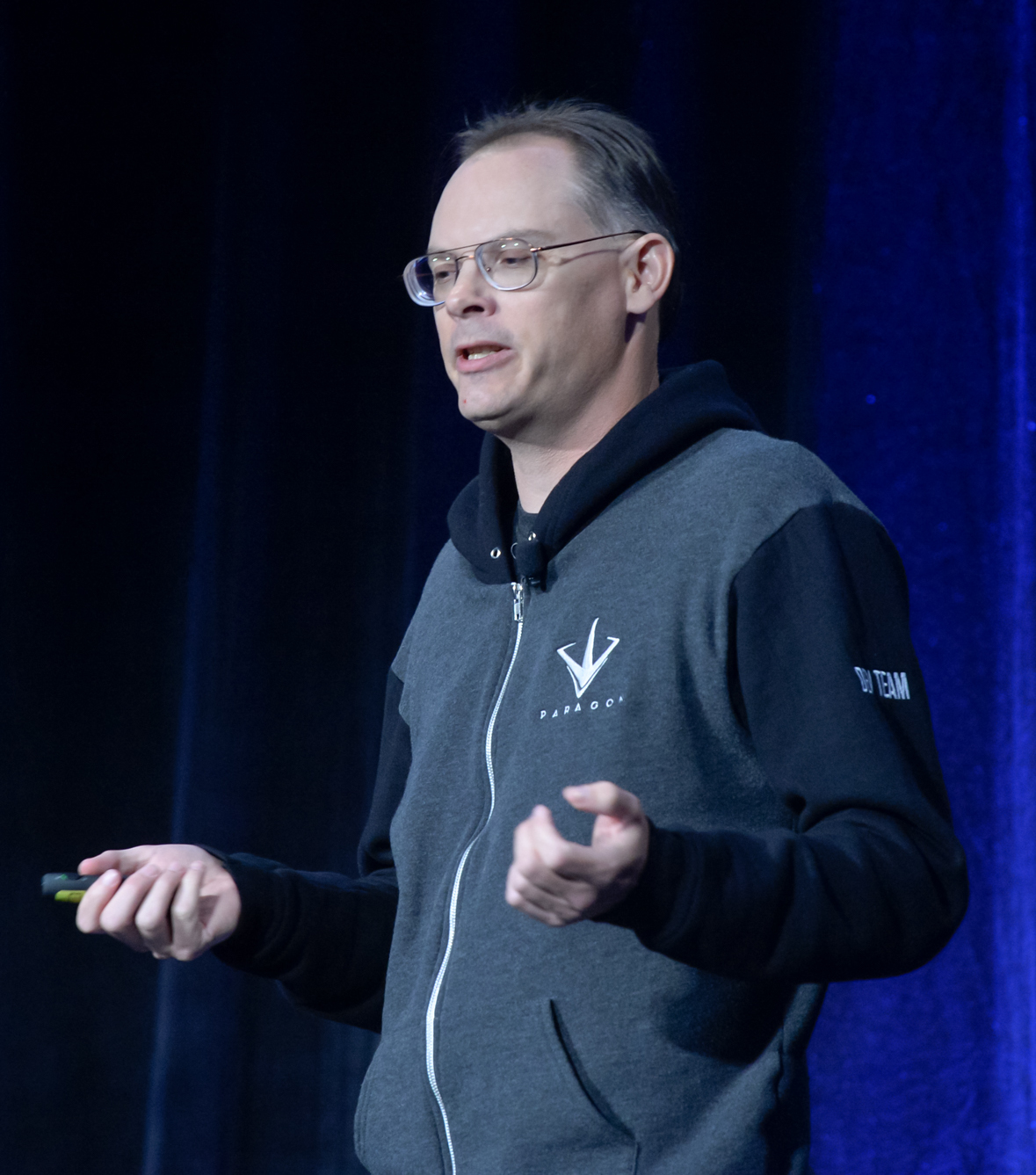
Свіні виступає з презентацією на конференції розробників ігор у 2016 році

Після ZZT Свіні почав працювати над своєю наступною грою — Jill of the Jungle, але виявив, що йому не вистачає навичок, щоб завершити її самостійно. Він сформував команду з чотирьох розробників, щоб завершити гру до середини 1992 року. Для продовження розвитку Свіні шукав бізнес-партнера для Epic MegaGames, зрештою він прийшов з цією ідеєю до Марка Рейна, якого щойно звільнили з id Software. Рейн допоміг у розвитку та управлінні компанією. Через зростання компанії, Свіні так і не здобув диплом.  Пізніше Свіні розпочав роботу над Unreal Engine, розробленим для шутера від першої особи Unreal 1998 року та ліцензованим для кількох іншими відеоігор. З успіхом Unreal у 1999 році компанія переїхала до Північної Кароліни і змінила назву на Epic Games.